# Дзвони (гурт)
«Дзво́ни» — музичний гурт, стиль — синтез сучасних танцювальних ритмів і мелодійного року на основі українського, зокрема гуцульського фольклору. Рік заснування — 1984, м. Коломия, Україна.

## Склад гурту
- Володимир Кузнєцов — спів, гітара, композитор, аранжувальник
- Тетяна Кузнєцова — синтезатори, спів, аранжувальник
- Павло Петренко — барабани, спів
- Ігор Яковенко — бас-гітара, спів

## Концертна діяльність
Протягом всіх років існування гурт концертує по містах України та за її межами. Колектив багато часу і сил віддає студійній роботі на власній студії «Кузня», в ролі музикантів, аранжувальників, вокалістів.
- 1986—1989 рр. — концертна діяльність по містах України;
- 1987 р. — дипломанти Всесоюзного конкурсу-фестивалю «Каспій — море дружби»;
- 1990—1992 рр. — робота в Мінськконцерті акомпонуючим колективом народного артиста Білорусі Я.Євдокимова;
- 1992 р. — концертний тур по містах Канади; учасники фестивалю «Забава — 100» в м. Вінніпезі;
- 1993 р. — концертний тур по містах Америки;
- 1995 р. — лауреати «Пісенного Вернісажу — 94»;
- 1995 р. — випущено магнітоальбоми: «Вітання з Карпат», «Вертаючись до сказаного»;
- 1995 р. — лауреати національного радіоконкурсу «Пісня року»;
- 1996 р. — лауреати телевізійного хіт-параду «Музична драбина»;
- 1996 р. — національною радіокомпанією України «НАК» випущено магнітоальбом «Згадай мене»;
- 1997 р. — лауреати «Пісенного Вернісажу — 96»;
- 1998 р. — лідеру гурту Кузнєцову Володимиру присвоєно звання «Заслужений артист України».